# Kantonsspital Graubünden
Das Kantonsspital Graubünden (rätoromanisch Ospital chantunal dal Grischun) in Chur im Loëquartier ist ein von einer Stiftung getragenes Spital, das aus der Fusion des (alten) Kantonsspitals (Rätisches Kantons- und Regionalspital), des katholischen Kreuzspitals und der Frauenklinik Fontana (Kantonales Frauenspital Fontana) entstanden ist. Das neue Spitalzentrum hat alle drei Standorte beibehalten.

## Geschichte
Gebaut wurde das Kantonsspital in den Jahren 1937–1941. Es ist das grösste Werk des Neuen Bauens in Chur. 1935 wurden der Zürcher Architekt Fred G. Brun und der Bündner Rudolf Gaberel (1882–1963) mit der Ausführung beauftragt. Der Bau wurde in mehreren Etappen zu einer ringförmigen Anlage ausgebaut; so bauten 1993–2000 die Architekten Silvia Gmür und Livio Vacchini das neue Bettenhaus D.
Das Kantonsspital Graubünden ist eine privatrechtliche Stiftung und wird in unternehmerischer Selbstständigkeit ohne staatliche Defizitgarantie geführt. Die Stiftung Kantonsspital Graubünden ist mit über 3'000 Mitarbeitenden die grösste private Arbeitgeberin im Kanton.
Am 24. Oktober 2014 fand der feierliche Anlass des Spatenstiches zum Bauprojekt SUN (Sanierung, Um- und Neubau) statt. Einen Monat später, am 24. November 2014, erfolgte der Start für die Bauphase 2. Am 5. Juli 2017 wurde die Aufrichte gefeiert. Die Bauphase 1 wurde mit der Verlegung und dem Bau der provisorischen Helikopterlandeplätze abgeschlossen. Die Bauphase 2 mit Realisierung und Bezug des Neubaus Haus H1 dauerte bis 2020. Seit dem 16. April 2020 befindet sich der Zugang zum Hauptstandort des Kantonsspitals Graubünden neu an der Loëstrasse.
Bis Ende März 2021 wurden Altlasten des A-Hauses zurückgebaut. Das Haus A aus dem Jahre 1941 wurde abgebrochen. Danach wurde der Notfallzugang komplett neu errichtet, um Platz zu schaffen für Erwachsenen- und Kindernotfall sowie den Hausarzt-Notfall. Oberhalb der Zentralen Notfallstation entsteht das Gebäude Q, in dem hauptsächlich Büroräumlichkeiten geplant sind. Der Gebäudeteil H2 wird voraussichtlich im Jahr 2026 in Betrieb genommen werden können.
Das Bettenhaus KiM der Kinderklinik hat seinen Betrieb Ende November 2019 aufgenommen.
Die Kapelle am Hauptstandort des Kantonsspitals musste wegen Abrissarbeiten im Rahmen des Bauprojektes SUN geschlossen werden. Neu gibt es im C12 (Haus C, 12. Stock) einen «Raum der Stille». Am Standort Kreuzspital befindet sich weiterhin eine Kapelle.

Neuer Haupteingang des Kantonsspitals Graubünden an der Loëstrasse. Davor der Spitalplatz mit dem Kunstwerk SCARCH von Not Vital. Bild: Ralph Feiner.
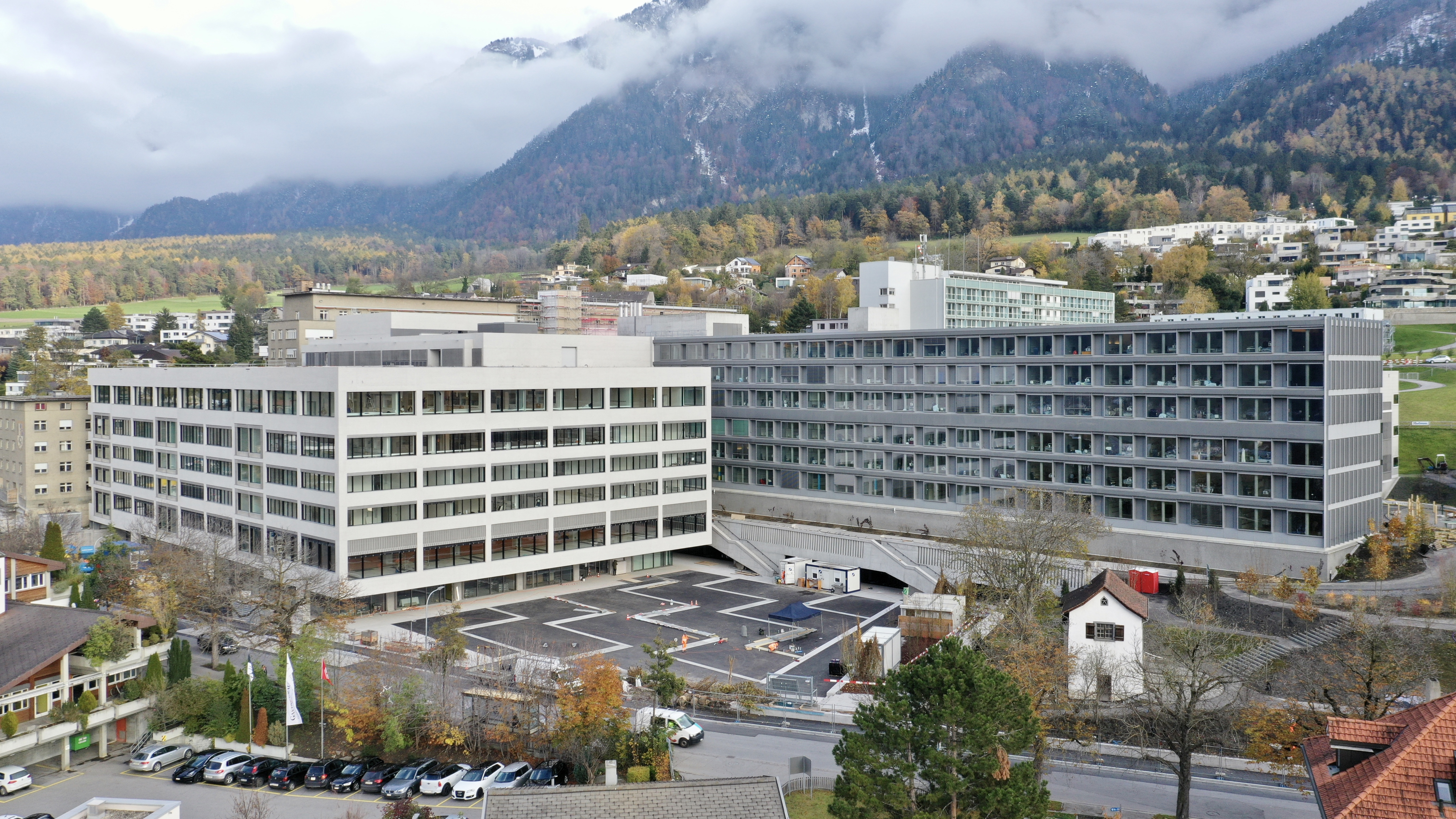
Neubau H1 im Vordergrund links, rechts daneben der neue Spitalplatz. Dahinter das Bettenhaus D. Bild: Marcel Giger.
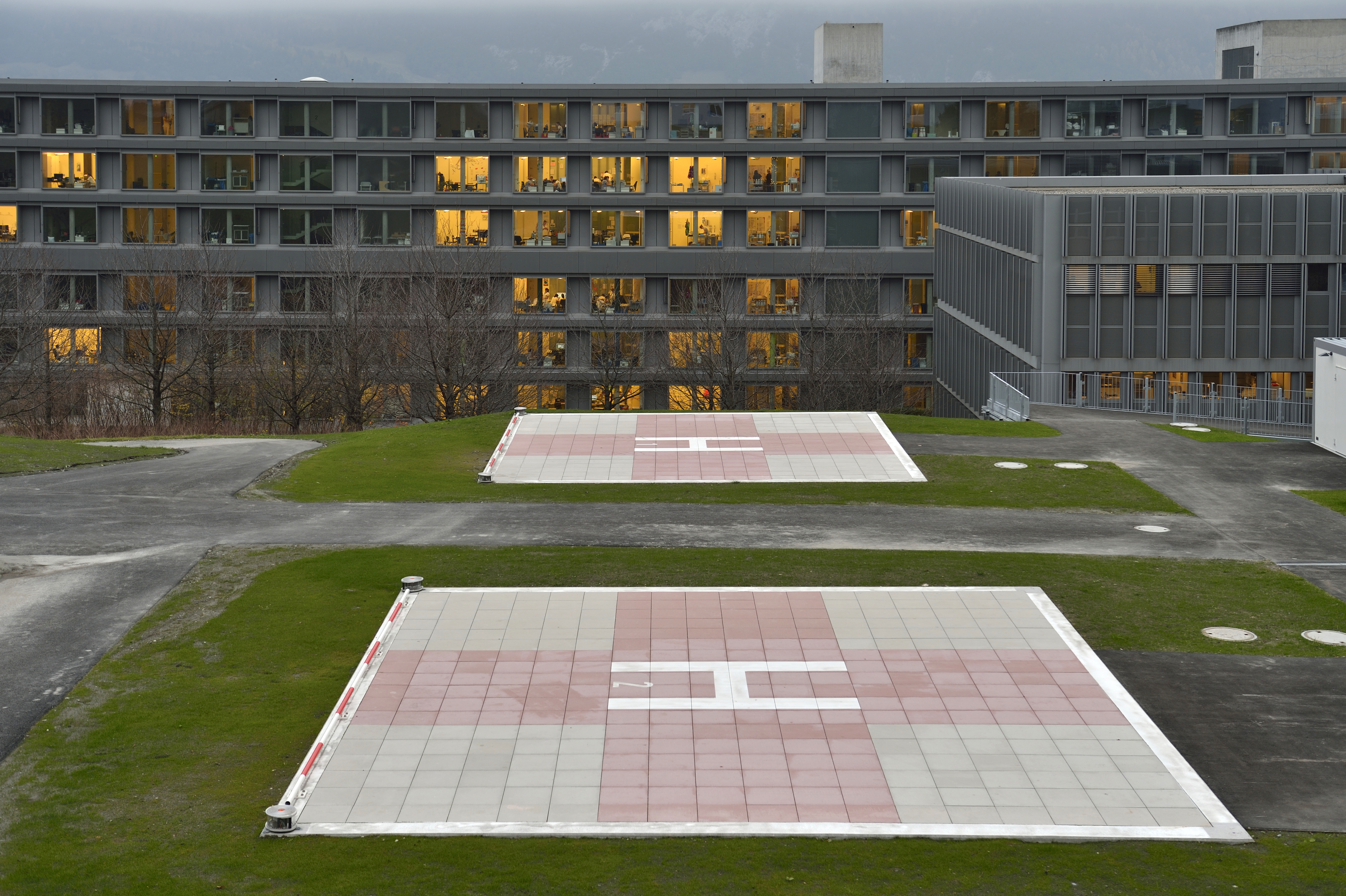
Provisorische Helikopterlandeplätze hinter dem Bettenhaus D